# آدم الحاج
آدم الحاج برسي، لاعب كرة قدم سوداني سابق. كان يلعب مع نادي المريخ، وفي عام 1964 انتقل إلى نادي القادسية الكويتي ، وقد كان هداف لبطولة كأس الأمير 1967/1968 مع مهاجم نادي العربي الكويتي عبد الرحمن الدولة.